# Madonna Miłosierna
Madonna Miłosierna – obraz autorstwa hiszpańskiego malarza pochodzenia greckiego Dominikosa Theotokopulosa, znanego jako El Greco. Obraz jest sygnowany: domènikos theotokópoulos epoíei
Obraz był jednym z pięciu ocalonych obrazów ozdabiających kościół parafialny w Illescas. Na początku XVI wieku El Greco i jego syn Jorge Manuel otrzymali zamówienie na ozdobienie kościoła parafialnego. Mieli wykonać pięć drewnianych ołtarzy z dwoma naturalnej wielkości posągami proroków Symeona i Izajasza, rzeźbione tabernakulum i obrazy. Większość ozdób zaginęła w 1936 roku podczas wojny domowej. Ocalały jedynie obrazy: Zwiastowanie, Boże Narodzenie, Madonna Miłosierna, Święty Ildefons i Koronacja Matki Bożej ukryte w Madrycie w podziemiach budynku Narodowego Banku Hiszpanii.

## Opis obrazu
W zamówionym retabulum, w centralnej górnej części miał znajdować się obraz w kształcie elipsy Matki Boskiej Miłosiernej. El Greco stosuje piramidalną kompozycję na szczycie której umieszcza głowę Madonny nakrytą płaszczem ukazaną z dolnej perspektywy. Płaszcz opada w dół rozchylając się na boki, dzięki rozchylonym ramionom Matki Bożej. Jej szkarłatna szata, na której rozbłyskują refleksy światła, ciągnie się do samego dołu tworząc poziomą oś obrazu a tym samym nienaturalnie wydłużając postać Madonny. Tradycyjnie u El Greco, twarz Madonny zakryta prawie niewidzialnym woalem, jest trójkątna, delikatna, mniejsza nawet niż jej dłoń. Jej wzrok skierowany jest ku ziemi, ku osobom oddającym się pod jej ochronę. Cztery postacie u dołu patrzą na nią a każda poprzez odmienne gesty wyraża swoje uczucia. Ich wzrok jest pełen nadziei i wiary.
Po latach badań nad obrazem ustalono, że El Greco umieścił portret znamienitych mieszkańców Toleda a wśród nich m.in. swojego syna Manuela (po prawej stronie) oraz przyjaciela doktora Gregorio Angulo. Czterej mężczyźni mają na sobie kryzy, które stały się modne na początku XVI wieku. Po śmierci artysty, na żądanie zleceniodawców zamalowano je i zmienione na w łachmany żebraków, o czym wspomina hiszpański malarz i krytyk Antonio Palomino w swoim traktacie pt. Antonio Palomino’s El Greco. Dopiero w XX wieku, po konserwacji, odkryto na nowo modne dodatki. Oddanie mieszkańców Toleda pod opiekę Madonny miało swój symboliczny wydźwięk.